# Забрід (Львівський район)
Забрі́д — село в Україні, у Жовківській міській громаді Львівського району Львівської області. Колись було одним із хуторів с. Любеля.

## Історія
До 1940 року Забрід входив до складу села Любеля.
12 червня 2020 року, відповідно до розпорядження Кабінету Міністрів України № 718-р «Про визначення адміністративних центрів та затвердження територій територіальних громад Львівської області», село увійшло до складу Жовківської міської громади.
19 липня 2020 року, в результаті адміністративно-територіальної реформи та ліквідації Жовківського району, село увійшло до складу новоствореного Львівського району.